# شملکوفکا
شملکوفکا (انگلیسی: Shmelkovka) یک شهرک در شهرستان یانائولسکی استان باشقیرستان کشور روسیه است.